# Albert Huet
Albert Huet (Nagyszeben, 1537. február – Nagyszeben, 1607. április 23.) császári és királyi tanácsos az erdélyi kamaránál, a szászok grófja és királybíró Nagyszebenben.

## Élete
Georg Huet szász gróf és Barbara Armbruster fia. Először szülővárosában, majd Bécsben tanult, ahol a császári udvarnál (V. Károly, I. Ferdinánd, II. Miksa és II. Rudolf környezetében mint udvari ember, katona stb.) szolgált 1574-ig. Ekkor visszatért hazájába és 1577-ben tanácsos lett a városnál és csakhamar a szászok grófja és királybíró. Báthory Zsigmond különösen szerette, mert vele az államügyekről olaszul társaloghatott. 1582. december 30-án Lengyelországba utazott Báthory Istvánhoz, hogy megerősíttesse vele a szászok törvénykönyvét. Az 1591. június 10-ei gyulafehérvári országgyűlésen védelmezte a szászok jogait és szabadságait. 1592-ben könyvtárt alapított a nagyszebeni iskola számára és új rendszabályokat léptetett életbe a tanárok és tanulók számára. 1594-ben jelen volt a kolozsvári országgyűlésen.
Életéről és koráról Josef Kurt és Karl Haffner írtak színdarabot Albert Huet oder drei Bilder aus Siebenbürgens Vorzeit. Historisch-romantisches Nationalschauspiel in 3 Abtheilungen címmel.

## Művei
- Oratio de origine et meritis Saxonum anno 1591. d. 10. Julii Albae Juliae recitata coram Ill. Principe Sigismundo Báthori… et Gener. ac Magn. d. Volfgango Kovaczioczii Cancellario et Consiliario, qui et finita oratione atque propositione Libellorum supplicum et querelarum, diserte ad omnia nomine Ill. Principis respondit, annuente Principe, Astantibus quoque Petro Litterato.. D. Stephano Josika, Stephano Bodoni… (Eredeti latin szövegét Johann Seivert jelentette meg 1785-ben (Nachrichten 190–224. oldal), ezelőtt csak német fordításban volt ismeretes (Mathias Miles: Siebenbürgischer Würgengel 152–163. l.)
- Schola est Seminarium Reipublicae. Oratio publice habita anno 1602. d. 29. Martii in Gymnasio Cibiniensi academico…
- Anno Domini 1588. Medurischer Landtagsprozess beschrieben zum Theil an die gesammte Teutsche Herren Mit Brüder, so causa pestis nicht auf Mediasch zu kommen befreyet gewest, sondern zu Buss im Mediascher Stuhl ad partem gewartet, zum Theil auch Gedächtniss halber continuirt und mit jeglichem fleissigen Aufmerken beschrieben und vollendet per A. H. I. R. (Kurz, A., Nachlese auf dem Felde der ungarischen und siebenb. Geschichte. Kronstadt, 1840. 123–150. l., bevezetéssel és utószóval a kiadótól.)
- Ein Bericht… an den damaligen Fürsten Sigismund Báthori vom J. 1593. (Archiv. Hermannstadt. 1845. II. 483–488. l. magyarúl.)
- Oratiuncula recitata 1601. die 30. Martii Claudiopoli coram Sigismundo Bathoreo Principe Transylvaniae et Consiliariis suis. (Kéziratban)